# Uue-Antsla
Uue-Antsla – wieś w Estonii, w prowincji Võru, w gminie Urvaste.